# 1020년대
1020년대는 1020년부터 1029년까지를 가리킨다.